# Kljava (vattendrag i Belarus, lat 53,78, long 28,95)
Kljava (vitryska: Клява) är ett vattendrag i Belarus. Det ligger i den centrala delen av landet, 90 km öster om huvudstaden Minsk.
I omgivningarna runt Kljava växer i huvudsak blandskog. Runt Kljava är det glesbefolkat, med 16 invånare per kvadratkilometer.